# Wat een geluk
"Wat een geluk" (hr. Kakva sreća) je pjesma koju je nizozemski pjevač Rudi Carell pjevao na Euroviziji 1960. To je ujedno bilo i prvi put da Nizozemsku na tom festivalu zabavne glazbe predstavlja pjevač a ne pjevačica.
Pjesma je vedra šansona: Carell pjeva o tome kako je vrlo sretan što živi na ovom svijetu u kojem ga okružuju mnoge dražesne stvari. To je sve zato što uz sebe ima djevojku koju jako voli. Makar priznaje da svoju ljubav iskazuje na banalan, možda malo djetinjast način, naglašava kako je njegova ljubav iskrena i neupitna.
Pjesma je na natjecanju izvedena deseta po redu poslije "Cielo e terra" u izvedbi švicarske pjevačice Anite Traversi i prije "Bonne nuit ma chérie" njemačkoga pjevača Wyna Hoopa. Na kraju natjecanja pjesma je u ukupnom poretku osvojila 12. mjesto s 2 boda.